# Grande Assemblée nationale de Roumanie
Pour les articles homonymes, voir Grande Assemblée nationale.

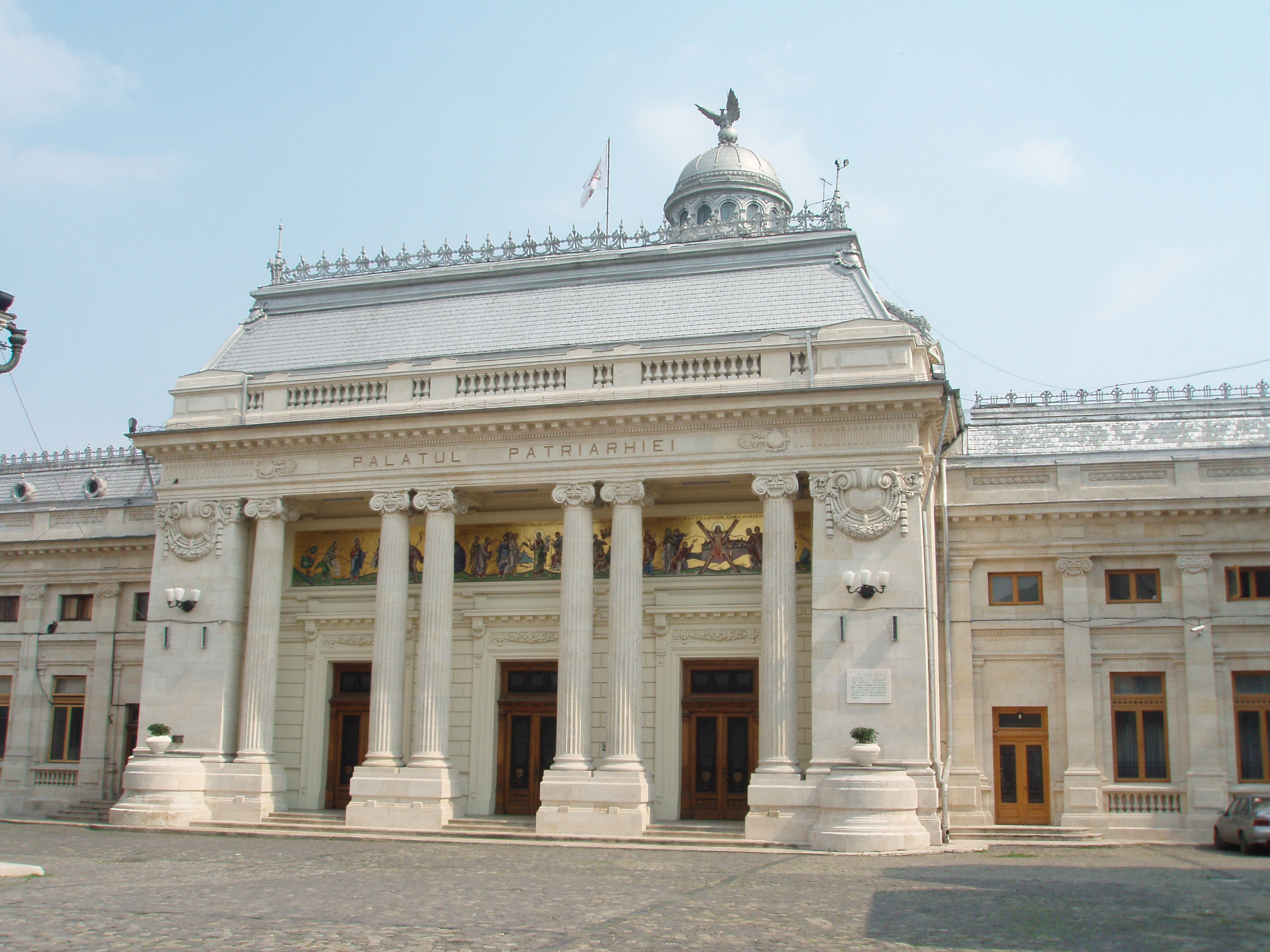
Siège de la Grande Assemblée nationale

La Grande Assemblée nationale (Marea Adunare Națională en roumain) était l'organe législatif de la Roumanie communiste. Lorsque le communisme s'est effondré en décembre 1989, l'Assemblée nationale a été remplacée par un parlement bicaméral composée d'une Chambre des députés et d'un Sénat.
La Grande Assemblée nationale était élue tous les quatre ans et chacun de ses membres représentait 60 000 citoyens. Malgré cela, l'Assemblée ne faisait que tenter de donner une façade démocratique à un régime autoritaire.

## Pouvoirs
Son rôle, donné par l'article 43 de la Constitution de 1965, comportait vingt-quatre pouvoirs qui allaient de la révision de la Constitution à la nomination et la révocation du Commandant Suprême de l'armée roumaine. Les résolutions nécessitaient une majorité simple.
L'Assemblée se réunissait deux fois par an pour les sessions ordinaires et pour les sessions extraordinaires que réclamait le Conseil d'État ou par au moins un tiers des membres de l'Assemblée. Elle élisait son président et quatre députés pour présider les sessions.
Juridiquement, les pouvoirs de la Grande Assemblée nationale s'étaient élargis au cours du temps puisque la Constitution de 1948, en son article 39, ne lui attribuait que huit pouvoirs et que la Constitution de 1952, en son article 24, lui en garantissait 10.

## Les élections de 1980
Selon les résultats officiels des élections des 369 députés du 9 mars 1980, la participation était de 99,99 %. 98,52 % des électeurs ont voté pour les candidats officiels, 1,48 % ont voté contre et seulement 44 électeurs ont émis un vote nul.
192 sièges étaient occupés par des femmes et 47 l'étaient par les minorités nationales (principalement des Hongrois et des Allemands).

## Présidents de la Grande Assemblée nationale
| No  | Portrait              | Identité                                | Période          | Période          | Durée                      | Étiquette |
| No  | Portrait              | Identité                                | Début            | Fin              | Durée                      | Étiquette |
| --- | --------------------- | --------------------------------------- | ---------------- | ---------------- | -------------------------- | --------- |
| 1   | Gheorghe Apostol      | Gheorghe Apostol (1913 - 2010)          | 7 avril 1948     | 11 juin 1948     | 2 mois et 4 jours          | PCR       |
| 2   | Constantin Agiu       | Constantin Agiu (en) (1891 - 1961)      | 11 juin 1948     | 27 décembre 1948 | 6 mois et 16 jours         | PCR       |
| 3   | Constantin Pârvulescu | Constantin Pârvulescu (1895 - 1992)     | 27 décembre 1948 | 5 juillet 1949   | 6 mois et 8 jours          | PCR       |
| 4   | Dumitru Petrescu      | Dumitru Petrescu (en) (1906 - 1969)     | 5 juillet 1949   | 28 décembre 1949 | 5 mois et 23 jours         | PCR       |
| 5   | Alexandru Drăghici    | Alexandru Drăghici (en) (1913 - 1993)   | 28 décembre 1949 | 26 janvier 1950  | 29 jours                   | PCR       |
| (4) | Dumitru Petrescu      | Dumitru Petrescu (en) (1906 - 1969)     | 26 janvier 1950  | 29 mai 1950      | 4 mois et 3 jours          | PCR       |
| 6   | Constantin Doncea     | Constantin Doncea (en) (1904 - 1973)    | 29 mai 1950      | 6 septembre 1950 | 3 mois et 8 jours          | PCR       |
| (1) | Gheorghe Apostol      | Gheorghe Apostol (1913 - 2010)          | 6 septembre 1950 | 5 avril 1951     | 6 mois et 30 jours         | PCR       |
| 7   | Ion Vincze            | Ion Vincze (en) (1910 - 1996)           | 5 avril 1951     | 26 mars 1952     | 11 mois et 21 jours        | PCR       |
| (1) | Gheorghe Apostol      | Gheorghe Apostol (1913 - 2010)          | 26 mars 1952     | 6 juin 1952      | 2 mois et 11 jours         | PCR       |
| 8   | Gheorghe Stoica       | Gheorghe Stoica (d) (1900 - 1976)       | 2 juin 1952      | 30 novembre 1952 | 5 mois et 28 jours         | PCR       |
| (3) | Constantin Pârvulescu | Constantin Pârvulescu (1895 - 1992)     | 23 janvier 1953  | 5 mars 1961      | 8 ans, 1 mois et 10 jours  | PCR       |
| 9   | Ștefan Voitec         | Ștefan Voitec (en) (1900 - 1984)        | 20 mars 1961     | 28 mars 1974     | 13 ans et 8 jours          | PCR       |
| 10  | Miron Constantinescu  | Miron Constantinescu (en) (1917 - 1974) | 28 mars 1974     | 18 juillet 1974  | 3 mois et 20 jours         | PCR       |
| 11  | Nicolae Giosan        | Nicolae Giosan (en) (1921 - 1990)       | 26 juillet 1974  | 12 décembre 1989 | 15 ans, 4 mois et 16 jours | PCR       |